# VT Herentals (mannen)
Volley Team Herentals, beter bekend als VT Herentals, was een Belgische volleybalclub uit Herentals.

## Geschiedenis
De club werd in 1964 opgericht in de schoot van de plaatselijke kwb-volleybalcompetitie. De club was initieel genoemd naar Café 't Vestje op de Nonnenvest. In 1968 zag een damesafdeling het licht en in de jaren '70 waren het spilfiguren uit deze club die de volleybalgewesten Herentals (1970), Mol (1971) en Turnhout (1974) uit de grond stampten binnen de Antwerpse federatie van de Koninklijk Belgisch Volleybalverbond (KBVBV). Het herenteam sloot in 1970 onmiddellijk aan bij het nieuwe volleybalgewest Herentals van de KBVBV met stamnummer AH-0727 en in 1978 volgde de damesafdeling met stamnummer AH-1703.
De herenafdeling rukte gestaag op naar de hoogste nationale competitie. De damesafdeling deed het ook goed, doch fuseerde uiteindelijk met VC Antonius in 1987. Met de professionalisering van de resterende herenafdeling volgde een naamsverandering naar "VT Herentals" aangevuld met de naam van de hoofdsponsor. Het hoogtepunt van de club was het winnen van de Beker van België in 1984, gevolgd door één seizoen volleybal op Europees niveau. VT Herentals speelde in het seizoen voor de laatste keer in de eredivisie. Na één seizoen degradeerde de club naar eerste nationale. Gebrek aan spelers en sponsors deed de club besluiten niet meer te starten aan de competitie. Dit leidde tot het neerleggen van de boeken.

## Palmares
- Eredivisie

derde (5×): 1984, 1989, 1994 en 1995
- Beker van België

winnaar (1×): 1984
finalist (1×): 1995

## Bekende ex-spelers
- Koen Baeyens
- Aleksandrs Beļevičs
- Vladimir Bogoevski
- Csaba Börcsök
- Joost Borremans
- Canyon Ceman
- Sam Crosson
- Jacques Kempenaers
- Velibor Ivanović
- Zbigniew Lubiejewski
- Dieter Melis
- Miodrag Mitić
- Jef Mol
- Marc Spaenjers
- Eddy Stoelen
- Paul Vanderhallen
- Tim Van Mierlo